# Ophrys aghemanii
Ophrys aghemanii är en orkidéart som beskrevs av Jany Renz. Ophrys aghemanii ingår i ofryssläktet, och familjen orkidéer.
Artens utbredningsområde är Iran. Inga underarter finns listade i Catalogue of Life.